# Simon Hald
Simon Hald Jensen (Aalborg, 28 de septiembre de 1994) es un jugador de balonmano danés que juega de pívot en el Aalborg HB. Es internacional con la selección de balonmano de Dinamarca.
Su primer gran campeonato con la selección fue el Campeonato Mundial de Balonmano Masculino de 2019, donde la selección danesa logró la medalla de oro.

## Palmarés

### Selección nacional
| Juegos Olímpicos   | Juegos Olímpicos             | Juegos Olímpicos  | Juegos Olímpicos |
| Año                | Lugar                        | Medalla           |                  |
| ------------------ | ---------------------------- | ----------------- | ---------------- |
| 2024               | París                        | Medalla de oro    |                  |
| Campeonato Mundial |                              |                   |                  |
| Año                | Lugar                        | Medalla           |                  |
| 2019               | Alemania y Dinamarca         | Medalla de oro    |                  |
| 2021               | Egipto                       | Medalla de oro    |                  |
| 2023               | Polonia y Suecia             | Medalla de oro    |                  |
| 2025               | Croacia, Dinamarca y Noruega | Medalla de oro    |                  |
| Campeonato Europeo |                              |                   |                  |
| Año                | Lugar                        | Medalla           |                  |
| 2022               | Hungría y Eslovaquia         | Medalla de bronce |                  |
| 2024               | Alemania                     | Medalla de plata  |                  |

### Aalborg
- Liga danesa de balonmano (2): 2017, 2024
- Copa de Dinamarca de balonmano (1): 2018

### Flensburg
- Liga de Alemania de balonmano (1): 2019
- Supercopa de Alemania de balonmano (1): 2019

## Clubes
| Club                   | País      | Año         |
| ---------------------- | --------- | ----------- |
| Aalborg HB             | Dinamarca | 2013 - 2018 |
| SG Flensburg-Handewitt | Alemania  | 2018 - 2023 |
| Aalborg HB             | Dinamarca | 2023 - Act. |